# Уганді (історична область)
Не слід плутати із державою Уганда.

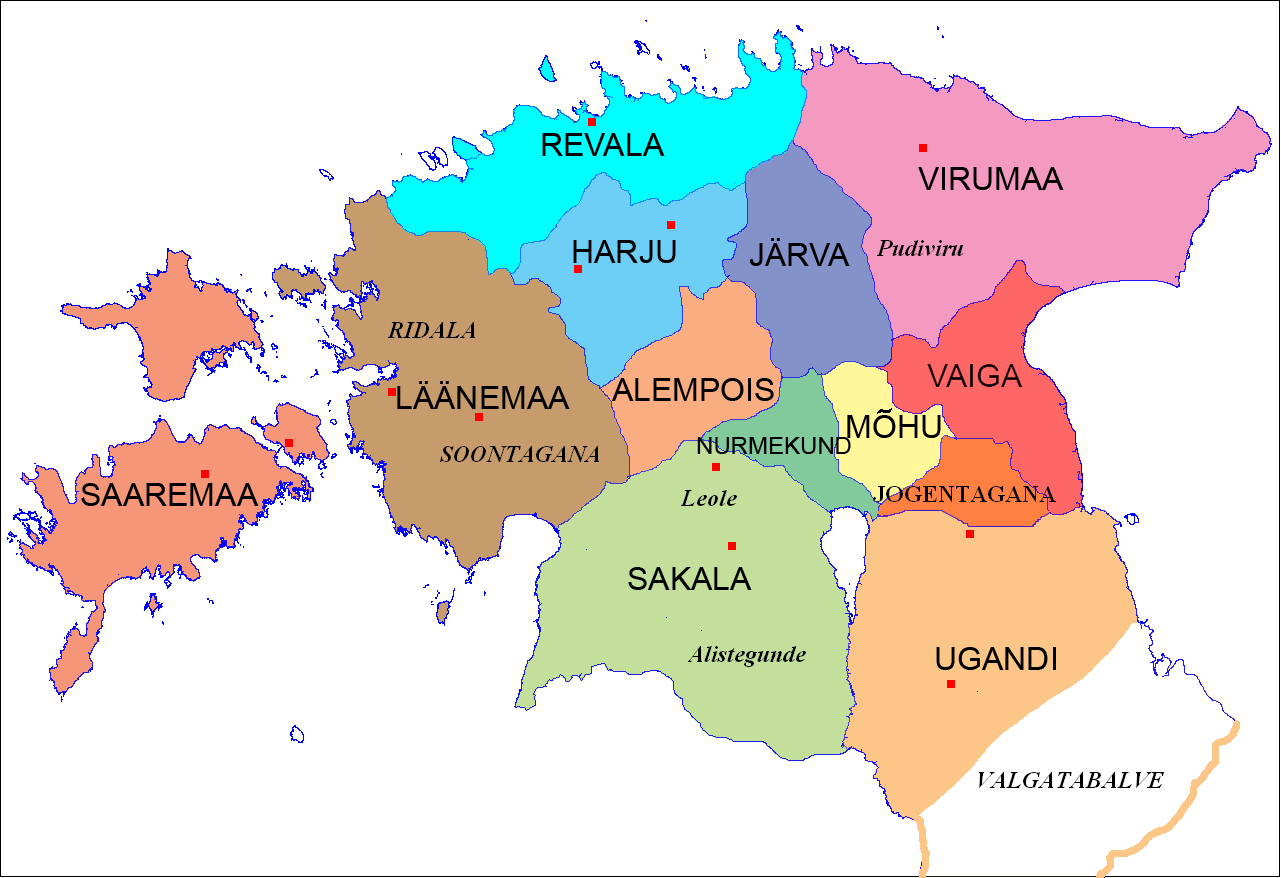
Історичні області Естонії на початку ХІІІ століття.

У́ганді (ест. Ugandi, також ест. Uhandi, Ugamaa, Ugala, Oandi, Uandi; також Унга́внія від лат. Ungania, Ungaunia, Ugania, Ugaunia у хроніках Генріха Латвійського, також як Ug(g)annia та Ungannia; латис. Ugaunija; нім. Ugaunien, Hugenhusen, Uggenhusen, також Uggn) ― одна з восьми незалежних історичних областей (маакондів) на південному сході сучасної Естонії з центрами в Оденпе (Отепяе) і Тарбату (Тарту), а також назва одного із фіно-угорських племен, що проживали на цій території.
Розташована на території між озером Виртс'ярв та Чудсько-Псковським озером, Уганді межувала з такими історичними землями Естонії, як Вайґа, Мигу, Нурмекунд і Сакала, а також із Талавою і Псковською землею. Уганді охоплювала території, які приблизно відповідають сучасним повітам Вирумаа і Пилвамаа, половині повітів Тартумаа і Валґамаа, а також Печорському повіту.
Вперше земля Уганді згадана у письмових джерелах на початку ХІІІ століття, передусім у хроніках Генріха Латвійського, який описав завоювання цих територій у ході Лівонського хрестового походу. Військові походи на Уганді, що почалися у 1208 році, призвели до того, що мешканці цих земель здалися Ризькому архієпископству та Ордену мечоносців у 1215 році. Після цього боротьба іноземних держав за владу над Уганді продовжувалася ― вона тимчасово належала як Ордену, так і новгородським князям, і деякий час формально належала Данії. У 1224 році на її території було утворене Дерптське єпископство, що поклало край незалежності Уганді.

## Походження назви
Вперше топонім згадується у хроніці Генріха Латвійського під латинською назвою Ugaunenses, у російському перекладі Унгавния.
Точне походження назви, втім, невідоме. Очевидним вважається зв'язок між назвою землі (Ugandi) та одним із пагорбів на ній (ест. Uandimägi), проте що було у цій парі спочатку, територія або пагорб на ній, не з'ясовано.

### Угандійці
Деякі автори вбачали відображення процесу утворення давнього мааконда у пізніших значеннях слова ugalane (з ест. угандієць, мешканець Уганді) та фольклорі. Слово ugalane переважно на виромовних територіях у східній частині тодішньої Уганді або на схід від неї було відоме як загальна назва із зневажливим значенням ― воно означала людину із неправильним або сплутаним мовленням, а також нездогадливу або злобливу людину. Корінь uga- у раннішому значенні інколи означало «в'ялий, дурний». Це може свідчити про те, що угандійців вважалися чужим народом, а їх етнонім є отриманим від сусідів прізвиськом. З іншого боку у самоназві угандійців вбачають давньоруське слово *ug ― південь, південна земля; південний вітер.
У фольклорі земель сходу Уганді та (менше) на сході та півдні Естонії угандійці зображуються воїнами та розбійниками. Зокрема в одній із пісень, присвяченій збору врожаю, женців попереджають про угандійців, які чекають у кінці поля, а в іншій  ― про рабство у землях Уганді. Слово ugalane також використовується із знижувальним відтінком для позначення неосвіченої сільської людини.
Існує припущення, що це відображує початкову неприналежність сходу Уганді до відповідного мааконду та що суперечки місцевого народу із угандійцями тривали ще з початку ІІ тисячоліття, коли угандійська знать почала встановлювати там свою владу.
На думку фольклориста та музикознавця Герберта Тампере на початку ІІ тисячоліття до н.е. плем'я під назвою угандійці вторглося на землі місцевого народу, захопивши спочатку західну частину Уганді, а згодом і східні території. Угандійці могли прийти до району Тарту та Отепяе або з півдня під тиском латгалів (латгальскою мовою слово iggani означає «вигнанці»), або зі сходу, відступаючи від руських племен. Як на півдні, так і на сході є великі території, на яких могла відбутися зміна населення. Ця гіпотеза непрямо підтверджується знахідками пізніших слідів перебування фіно-угорських племен на північ від Західної Двіни, звідки угандійців мігли відтіснити на північ більш розвинуті ліви та летти (латгали) — останні і є найближчими сусідами угандійців на півдні.
У хроніках угандійці також згадуються під латинськими назвами Ugaunenses, Ugaunienses, Ugannenses, а також Ugganenses та Ungannenses.

## Городища та осередки культури
На думку історика Тойво Міл'яна, існує дві версії щодо можливих «центра влади» угандійців: це Оденпе і Тарбату.
В Отепяе на пагорбі, що нині зветься Ліннамягі (ест. Linnamägi, Замкова гора) справді колись знаходилося городище естів; у руських літописах за 1115 рік воно назване як «Ведмежа голова»; а у німецьких не згадується ані місцева назва, ані її переклад. Таким чином, оригінальна давньоестонська назва городища до нашого часу не дійшла. Попри це Міл'ян допускає, що не лише пагорб дійсно нагадує за формою голову ведмедя, а й сам ведмідь міг бути священною твариною для угандійців.
Городище Тарбату на річці Емайиґі, на думку того ж Міл'яна, було збудоване близько 600 р. н.е. на південному схилі пагорба Тоомемягі (ест. Toomemägi) на території сучасного міста Тарту; воно також було важливим центром в Уганді.

## Розміри та внутрішній поділ
Сучасні історики дотримуються різних поглядів на характер давніх маакондів, серед яких також і Уганді. Згідно із традиційною думкою це був політичний та військовий союз давніх парафій (кіхелькондів) (як суверенних одиниць). У результаті цього мааконд міг відповідно територіально збільшуватися або зменшуватися залежно від змін у союзних відношеннях. Згідно із новішими трактуваннями мааконди мали подібні мови і культуру та були природно відокремлені від сусідніх територій, де кіхельконди могли, але не співпрацювали між собою.
Територія Уганді загалом простягалася від річки Емайиґі на півночі до латгальських земель на півдні та від Чудсько-Псковського озера і Псковського князівства на сході до озера Виртс'ярв та землі Сакала на заході. Загальний розмір сільськогосподарських територій Уганді дорівнював приблизно 3000 господарств; середня кількість населення на одне господарство складала приблизно 6-9 осіб. Ядро мааконду утворили пізніше тартумовні землі. Втім, в історичних джерелах вичерпної інформації про точний розмір Уганді та внутрішній територіальний поділ мало. Ймовірно, у південній Естонії розвився розсереджений тип поселення, що призвело до відносної невизначеності та слабкості поділу общин і парафій.
Більш достовірним вважається існування давніх кіхелькондів навколо городищ Тарту та Отепяе. Перший із них міг окрім пізнішого Отепяеської парафії включати також частини парафій Ринґу, Камб'я і Сангасте. До Тартуської (Тарбатуської) парафії, ймовірно, входили землі Тарту-Маар'яської парафії на південь від річки Емайиґі, принаймні частину парафії Нио та більшу частину парафії Камб'я. Ймовірно, кіхельконд Тарбату згадується і у хроніці Генріха Латвійського.
У північно-східній частині мааконда на території парафій Ранну та Пуг'я, ймовірно, знаходилися один або два окремих кіхельконди, які могли включати у себе також частини парафій Ринґу та Камб'я. На південному сході, у районі Сангасте а також частково на землях кіхелькондів Карула та Харґла, що утворили у мовному плані об'єднаний та окремий район, міг також бути один кіхельконд. На схід від Чудського озера, на південь від Емайиґі, на північних територіях кіхелькондів Винну та Ряпіна, висловлено припущення про існування згадуваного в історичних джерелах кіхельконда Соопоолітсе. Однойменний давній кіхельконд або невеликий мааконд міг знаходитися на північ від Емайиґі на території парафії Кодавере із подібною культурою, проте невідомо, чи міг він бути частиною Уганді.
Також невідомо, чи належали до Уганді земля Йоґентаґана на північ від Емайиґі та пізніший регіон Вирумаа. У сучасних дослідженнях Йоґентаґану вважають скоріше окремим невеликим маакондом, можливо й таким, що перебував під політичним впливом Уганді. Статус регіону Вирумаа, який часто у хроніці Генріха Латвійського ототожнюється із землею Валґатабалве, лишається невідомим; допускається, що він є частиною Уганді, Очели або Псковського князівства, але й самостійним маакондом або малонаселеною прикордонною зоною. Територію невеликих маакондів Вайґа та Миху, розташовану між Уганді та Віронією, часто вважають підконтрольною Уганді, але не її частиною.

## Історія

### Утворення мааконда

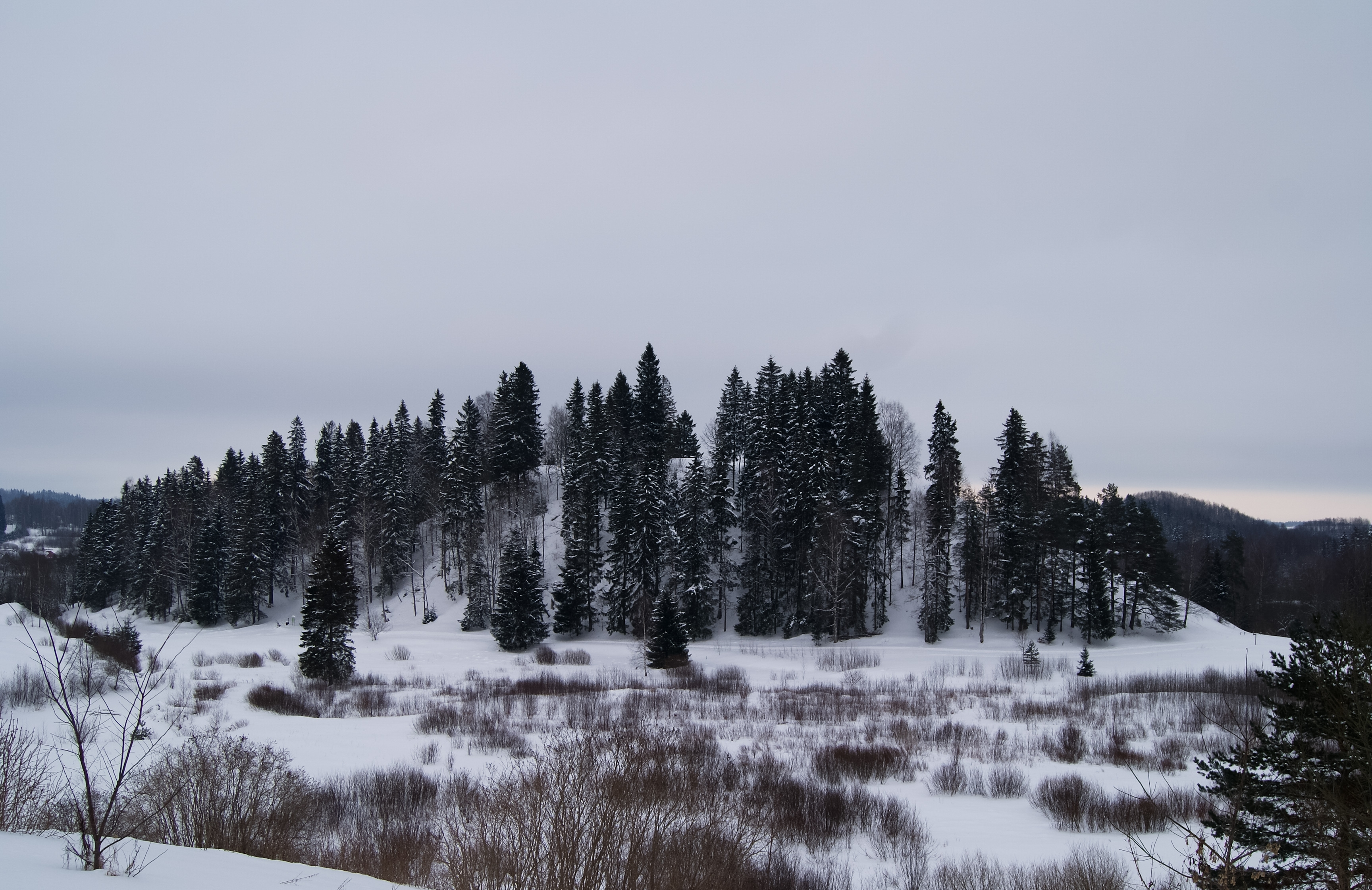
Замкова гора в Отепяе

На думку історика Евальда Тиніссона, який припускав, що мааконди були об'єднаннями кіхелькондів, під час середньої залізної доби на території майбутньої землі Уганді могли утворитися два невеликих мааконди з центрами у Тарту та Отепяе відповідно, які пізніше об'єдналися одне з одним, лишаючись центрами рівного значення. Пізніші дослідники вважали головним центром Уганді Отепяе, стверджуючи, що роль Тарту з ходом часу змінилася. Естонський історик Енн Тарвель, спираючись на назву гори Уандімяе (ест. Uandimäe) неподалік Отепяе, допустив, що Уганді (або Оянді) спочатку було назвою кіхельконду Отепяе, а згодом поширилося і на весь утворений там мааконд.

### Тарту та Отепяе у літописах Київської Русі (XI―XII ст.)
Перші письмові відомості щодо головних центрів Уганді, Отепяе і Тарту, починаються із літописів Русі. Назва Уганді у них не згадується, а населення цих територій називається чуддю. Літописи описують військові походи руських князів на Оденпе та Тарбату починаючи із XI століття, а також походи чуді на руські території, у яких могли брати участь і угандійці. За літописами, київський князь Ярослав Мудрий у 1030 році здійснив похід проти чуді, переміг її та збудував на річці Омовжі на території сучасного Тарту городище, назване на честь його християнського імені Юр'їв та призначив його мешканцям шорічну данину. За археологічними даними саме городище існувало і раніше, проте з того часу Тарбату (Юр'їв) на 30 років перейшло під контроль Київської Русі у складі її новгородських земель. Втім, у 1061 році, згідно із літописами, городище спалили сосоли (ймовірно, люди із Сакали або езельці з острова Сааремаа) і після цього у літописах протягом довгого часу, ― до початку ХІІ століття, ― походи на землі Уганді більше не згадувалися.
У 1111 році новгородський князь Мстислав Великий напав на землі Очели і, ймовірно, також на Уганді. Наступний військовий похід туди відбувся у 1116 році, коли новгородський князь Мстислав Володимирович захопив городище Отепяе, назване у новгородських літописах «Головою ведмедя». Взимку 1130 року син Мстислава Великого, новгородський князь Всеволод Мстиславич, напав на землі чуді, вбив місцевих чоловіків, спалив будинки та взяв у полон жінок і дітей, а у 1134 році він захопив городище Тарбату. Взимку 1176—1177 рр. «вся чудська земля» напала (вочевидь успішно) на Псков. Взимку 1191—1192 рр. псковичі та новгородці на чолі із новгородським князем Ярославом Володимировичем захопили Тарту та розграбували землі чуді, а пізніше у 1192 році було спалено городище Отепяе. Опис останніх військових походів вказує на походи за здобиччю, а не прагнення більш тривалого володіння територією. У ХІІ столітті територія Уганді не перейшла під постійну владу новгородських та псковських князів та поступово на початку ХІІІ століття стала незалежним від них регіоном.

### Війни угандійців із Ризьким єпископством, Орденом та латгалами Талави (1208–1215)
Більш чітка інформація про Уганді зустрічається у письмових джерелах на початку ХІІІ століття (передусім у хроніках Генріха Латвійського), що описують  здачу Уганді ризькому єпископу Альберту та Ордену мечоносців у 1208–1224 рр.
У той час для Уганді з'являється новий ворог ― німецькі хрестоносці, що заклали фортецю біля гирла Західної Двіни та почали свою експансію разом із наверненням місцевих племен до християнства. Південні сусіди угандійців, латгали (летти), вбачали у хрестоносцях потенційних союзників проти своїх запеклих ворогів. Угандійці запросили продовження перемир'я із новими сусідами, проте ті оголосили список попередніх умов, серед яких зокрема була компенсація за інцидент, що, згідно із хронікою Генріха Латвійського, відбувся у 1208 році: угандійці мали конфлікт із ризьким єпископом, Орденом та латгалами Талави. Спочатку латгали вимагали повернення майна німецьких купців, відібраного колись угандійцями за порадою лівів, тому у 1207 році хрестоносці направили до угандійців священика Алабранда, щоб через нього затребувати відшкодування, проте відповіді не отримали.
Наступного року латгали та тевтонці знову відправили послів до Уганді та повернулися із угандійськими заручниками. Їм був запропонований «вічний мир», якщо ті навернуться до християнства та повернуть все, що награбували у німців та латгалів. Угандійці знову відмовилися, та вирвалися від супроводжуючих, погрожуючи латгалам «дуже гострими списами». Тоді латгали разом з хрестоносцями і єпископом, а також підкореними ними лівами здійснили військовий похід на Уганді, спалили городище Отепяе та повернулися із полоненими та трофеями. У відповідь на це угандійці разом із покликаними на допомогу сакальцями здійснили військовий похід на латгальскі землі та Трікати у Талаві, де безуспішно обложили фортецю Беверіна. Ліви та ризький єпископ прагнули миру, тому знову відправили священика Алабранда на нові переговори до Отепяе. Алабранд вирішив використати можливість для проповіді серед угандійців та навернути їх до християнства, проте декотрі угандійці хотіли вбити його через це; лише статус посла врятував його від смерті. Врешті-решт угандійців вдалося переконати до миру з єпископом Риги, організатором Лівонського хрестового походу, і наприкінці 1208 або на початку 1209 року сторони уклали перемир'я строком на один рік.
На початку 1210 року до Уганді вторглися війська новгородського князя Мстислава Удатного і його брата, псковського князя Володимира. Вони обложили Отепяе на вісім днів; у захисників городища невдовзі закінчилася вода та їжа, тому вони були змушені запросити миру. Угандійці згодилися прийняти православ'я та заплатити данину у 400 ногат. Цей військовий похід міг бути пов'язаний із тодішніми союзницькими відносинами князів з єпископом Альбертом та мав здійснити додатковий тиск на угандійців. Водночас це могло бути пов'язане із бажанням випередити завоювання Ордену та єпископа ― в результаті успішного походу руські князі і далі вважали Уганді своєю територією, а не підконтрольною Ризі.
Влітку того ж самого року вендський комтур Бертольд разом із латгалами та вендами здійснив військовий похід на Уганді, ймовірно, також у території навколо Отепяе. Після цього ліви і латгали, що перебували під владою єпископа, уклали із угандійцями нову мирну угоду, до якої, втім, частина латгалів не доєдналася і яка пізніше також не тривала. Угандійці присягнули Бертольду, після чого продовжили набіги на землі латгалів.
Влітку 1210 року на чолі із Бертольдом лицарі ордену, війська єпископа, ліви та латгали здійснили черговий похід на Уганді. По прибутті до слабко укріпленого городища Отепяе Бертольда викликали всередину для переговорів. У той самий час частина військ піднялася до городища з іншого боку та напала на угандійців, вбивши одних та змусивши втікати інших. Хроніка пояснює завоювання городища тим, що нападники не знали про переговори Бертольда. Через декілька днів захоплене з городища майно було повернуте, а саме городище спалене. Угандійці, можливо, знову разом із сакальцями, відповідали на зруйнування Отепяе військовим походом на опорний пункт лицарів Бертольда, Вендське городище. На четвертий день облоги городища, дізнавшись про наближення лівських та латгальских військ на чолі із князем Каупо, угандійці відступили. Лицарі ордену з Венда долучилися до Каупо та почали переслідувати естонців, проте біля річки Юмер вони влаштували засідку для переслідувачів та перемогли їх у бою, вбивши близько ста лівів та латгалів.
У 1210 році під час різдвяних свят організований рижанами набіг на території області Ляенемаа призвів до об'єднання її мешканців у військовий союз із угандійцями та сакальцями. У період між 19 січня та 17 лютого 1211 року було захоплено Лівонію. У той самий час рижани, що планували новий військовий похід, об'єдналися з лівами та латгалами біля Асті (нині Буртнієку). Там вони зустрілися із військами сакальців та угандійців, які, побачивши їх, втекли. Один з солдат, що відставав, повідомив про похід людей з Ляенемаа, що відбувався у той самий час, і християнське військо вирішило повернутися для оборони власних укріплень. Пізніше того ж року угандійці разом із сакальцями розграбували латгальські землі. Перед виходом була невдала спроба захопити городище Беверіна, у відповідь на яке троє латгальських військовиків здійснили напад на Уганді. На початку зими єпископ та війська Ордену вирушили через Уганді на військовий похід до Йоґентаґани. Згідно із хронікою латгали наполовину спустошили Уганді, а Тартуське городище було покинуте. На початку 1212 року, коли війська руських князів вирушили на облогу фортеці Варбола, сакальські та угандійські війська знову об'єдналися, та, використавши ситуацію, вторглись до Пскова і розграбували його.
Після цих подій бойові дії були припинені через поширення чуми та голоду. Було укладено перемир'я строком на три роки, а також домовлено про те, що землі Сакали до річки Навесті залишаться під владою єпископа та зобов'яжуться прийняти хрещення. Історик Лемміт Марк допустив, що угандійці за той час налагодили стосунки із Псковом та за допомогою руських князів змогли зберегти свою незалежність від Риги. У хроніці як учасники мирної угоди угандійці прямо не згадуються, проте їх виключення вважається малоймовірним.

### Геноцид 1215 року
Навесні 1215 року, після закінчення перемир'я, низка фіно-угорських племен (Генріх Латвійський називає їх усіх «естами») утворили союз, до якого долучилися й угандійці, із метою спустошити Лівонію. Кожне плем'я мало своє завдання: так, «езельці мали обложити Ригу та загородити гавань на Двіні, роталійці — напасти на турайдських лівів, а сакальці та угандійці у цей час спустошити землі леттів, щоб ліви і летти, затримані війнами у себе, не змогли прийти на допомогу Ризі». Втім, дії езельців на морі виявилися невдалими, а роталійці, увійшовши до Лівонії, знайшли лише пусті села, які згодом розорили і спалили, адже самі ліви сховалися у замках; дізнавшися про невдачі езельців та наміри лівів виступити у похід у відповідь, роталійці втекли на свої землі.
У той час сакальці та угандійці, які з великим військом обложили замок Аутіне, невдовзі дізналися, що на допомогу обложеним виступили лицарі з Вендена, після чого також втекли з поля бою. Досягши під вечір Трікати, вони спіймали і закатували, а потім заживо спалили латгальского вождя Талівалдіса (Талібальда). На це його сини, Рамеко та Дрівінальде, зібрали військо із латгалів, венденців та інших тевтонців, та вирушили походом на Уганді. Після їх походу латгали вирушали на Уганді ще двічі. Вони грабували і палили угандійські села і городища, а також катували та спалювали усіх чоловіків, яких вдалося захопити, на знак помсти за катування Талівалдіса; вони шукали угандійців у сховках у лісах, а жінок та дітей забирали в полон.
Напади латгалів після цього також не припинилися, адже єпископ все ще прагнув охрестити язичників-угандійців. Було вирішено продовжувати набіги доти, допоки угандійці, що лишилися в живих після попередніх нападів, не прийдуть просити миру та хрещення; в іншому випадку вони мали бути знищені. Тому Бертольд Венденський зі своїм військом та брат єпископа, Теодоріх, разом зі своїми лицарями та слугами, а також сини Талівалдіса зі своїми військами знову рушили на Уганді, де знову палили села та вбивали чоловіків, а по завершенню походу відрядили інших на наступний. Усього таких «зачисток» відбулося дев'ять, і врешті-решт у 1215 році угандійці як народ, здатний до самовідтворення, був фактично знищений. У битві за Вільянді у 1217 році вони вже участі не брали.
Угандійці, що лишилися в живих, відправили послів до Риги для укладення миру та добровольне прохання до єпископа щодо хрещення. Їм формально було висунуто вимогу про повернення вкраденого колись у німецьких купців майна та видати їх убивць, на що угандійці відповіли, що всі крадії та вбивці вже загинули на війні. Єпископ погодився із цим та відправив священиків Отто і Петера Какувалдів до Уганді для хрещення. Масштабне, хоча й, можливо, не повне хрещення Уганді, ймовірно, відбулося наприкінці літа або на початку осені, проте через «жорстокість інших естонців» священики не наважилися лишитися тут.
Хрещення спричинило низку внутрішніх війн між іншими естонськими племенами, у яких угандійці разом із латгалами та лівами боролися проти нехрещених та православних естів.

### Уганді у війнах із ризьким єпископом, руськими князями та Данією (1216–1224)
У 1216 році езельці планували нову спробу нападу на Ригу, на цей раз за участі полоцького князя. Естам (цього разу угандійцям, сакальцям та племенам із Ляенемаа) знову довелося нападати на латгалів та лівів. Втім, через передчасну смерть князя цей план так і не здійснився.
Після завоювання у 1210 році городища Отепяе та часткового його хрещення, проведеного новгородським і псковським військом, руські князі вважали Уганді сферою свого політичного впливу, тому підкорення угандійців ризькій церкві та отримання хрещення саме від неї дуже обурило сусіднє до Уганді Псковське князівство. Від угандійців вимагали сплати податку, у іншому випадку погрожуючи війною. Звернувшись за порадою до нових покровителів, єпископа Альберта та хрестоносців, угандійці отримали засвідчення, що їх підтримають та вони не мають жодних зобов'язань перед русичами. Князь Володимир, який раніше був союзником німців Лівонії, вирушив із військовим походом до Уганді та захопив городище Отепяе, відправивши своє військо грабувати інші території. Після того, як псковичі покинули цю територію, угандійці отримали із Риги підкріплення, яке за допомогою місцевого населення укріпило городище та лишилося там.
6 січня 1217 року військо угандійців разом із хрестоносцями та армією єпископа вирушило на новгородські землі, неочікувано нападаючи на людей, що святкували, захоплюючи полонених та майно. Ймовірно все це було перевезено через озеро Тепле, а звідти далі замерзлими річками до Новгорода. Згідно із новгородськими та псковськими хроніками того самого року також відбувся похід литовців на Шелонську п'ятину. Можливо, це опис тих самих подій, коли угандійці помилково описані як литовці. Ймовірно після цього походу, можливо, ще у січні, угандійці брали участь в організованому Ригою хрестовому поході на одноплемінні землі Ярвамаа та Віронії.
Під час посту з лютого по березень новгородці та псковичі зібрали велике військо, до якого увійшли езельці, гар'юласці та вже охрещені сакальці. Разом вони почали облогу Отепяе, де перебували німці та угандійці. Ситуацію для захисників городища не покращило і підкріплення з Риги, яке після сутички із нападниками відступило із втратами. На 17-й день облоги почалися мирні переговори, у результаті яких армія ордену та війська єпископа разом із лівами та латгалами мали покинути Отепяе та повернутися до Лівонії. Їх поразка поставила під сумнів й інші їх військові успіхи в Естонії. Після поразки в Отепяе хроніка Генріха Латвійського деякий час не згадує про угандійців та їх політичний статус. Угандійці також не згадані ані як учасники битви при Вільянді 1217 року, ані у зв'язку із походом руських князів на Лівонію у 1218 році.
Єпископ Альберт, який вважав військове положення небезпечним для себе, разом із естонським єпископом Теодоріхом влітку 1218 року попросив втрутитися у війну данського короля Вальдемара ІІ, якому взамін пообіцяв передати естонські землі, у т.ч. й Уганді. Наступного року Вальдемар зі своїми військами вторгся до Ревали (територія сучасного Таллінна). Втім, у той самий час війська єпископа та ордену поступово самі досягли успіху та відбили південну частину Естонії разом із Уганді. Коли у 1219 році за ініціативою лицарів ордену з Вендена відбувся військовий похід на Віронію, до нього долучилися й угандійці, які мали розграбувати південну частину Віронії. На початку 1220 року угандійці також брали участь у військовому поході Риги на Гар'юмаа.
Незважаючи на вимоги Данії передати королю Уганді та інші естонські території, Рига вирішила не дотримуватися угоди. У 1220 році король Вальдемар як компроміс вирішив передати Уганді і Сакалу разом із меншими маакондами ордену, виключивши єпископа Риги та Естонії із розділу земель. Коли про пропозицію короля стало відомо у Ризі, семигальський єпископ Бернгард зі свого боку вплинув на лицарів ордену щодо виходу з договору. Втім, невдовзі єпископ Альберт знову пообіцяв королю віддати естонські землі, адже Вальдемар почав перешкоджати наданню кораблів для хрестоносців. Проте, очевидно, вже у 1220 році у фортецях Уганді оселилися хрестоносці. У той самий час були хрещені і останні угандійці. В Уганді залишився жити і працювати священик Гартвік.
У 1221 році, після облоги езельцями данської фортеці Тоомпеа, Андреас Сунесен, представник данського короля в Естонії, вирішив, що їм треба частково капітулювати, аби забезпечити собі підтримку Риги. До того Сунесен пообіцяв формально визнати світську владу ордену та духовну владу Ризького єпископа на землях Уганді та Сакали, що належали Данії. Пізніше це рішення затвердив і король Вальдемар.
У тому ж році після перерви у кілька років знову почалася війна між руськими князями та Ригою. Русь одного разу скасувала мирний договір, укладений в Отепяе, та вторглася до Лівонії разом із литовцями. Рижани, передусім орден та його підлеглі, відповіли на це новим походом на Новгород. На початку зими був організований більший похід рижан, лівів, латгалів, угандійців і сакальців, а пізніше угандійці самі почали влаштовувати невеликі експедиції. У середині зими вони розграбували землі за річкою Нарва.
Влітку 1222 року Вальдемар ІІ заново відбудував замок на Сааремаа, зруйнований під час попереднього військового походу, куди до короля із Лівонії прибув єпископ Альберт, магістр Ордену мечоносців Фольквін та неназвані лівські старійшини для ведення переговорів про майбутній статус Лівонії та Уганді, переданих Данії. У ході розмови їм вдалося переконати короля віддати Альберту Лівонію, а в Сакалі та Уганді передати свої королівські повноваження лицарям ордену, проте духовні права Ризькому єпископу.
За порадою езельців, що у 1222 році розгромили данські війська, які підтвердили своє перебування на Сааремаа, в Естонії почалася хвиля повстань. У Тарту та Отепяе владу ордена було скинуто у 1223 році. Лицарі ордену, що перебували в городищах, та інші німці були вбиті або узяті в полон. Орденський фогт був вбитий, а священник Гартвік отримав поранення. Угандійці, розуміючи, що їхніх сил недостатньо для затримання ризьких військ, цього разу уклали угоду із руськими князями та закликали їх на допомогу. Надіслане підкріплення розмістили у городищах та подарували йому дарунки і забране у німців майно. Водночас це могло означати, що угандійці визнали над собою владу Новгорода і Пскова. У ході підготовки до битви городища були укріплені та було вивчено використання арбалетів, отриманих у трофей від німців.
У відповідь на повстання латгали та хрестоносці знову почали походи на Уганді, проте вже ослаблений орден невдовзі зрозумів, що без допомоги досягти успіху буде важко, і запросили підтримки у єпископа. Звідти їм надійшла умова про повернення чинного раніше принципу розділу завойованих земель ― 1/3 земель мала належати хрестоносцям, 1/3 ― ризькому єпископу та ще 1/3 ― естонському єпископу. Орден цю умову прийняв і війська єпископа долучилися до придушення повстань. У той самий час угандійці разом із сакальцями, мешканцями центральних земель Естонії та руськими союзниками влаштували похід на землі Талави, Метсеполе і Турайди. Війська, які повернулися із походу, почали переслідувати лицарі ордену, війська єпископа, хрестоносці, які щойно потрапили до Риги, ліви та латгали. Ворогуючі сторони зустрілися біля річки Юмера, коли естонці саме переходили міст на інший її берег. У битві естонці зазнали поразки, а ті, що вижили, втекли з поля бою.
Пізніше у тому ж самому році до Уганді прибуло велике володимиро-суздальське, новгородське і псковське військо на чолі із Ярославом Всеволодовичем, братом володимиро-суздальського князя. Ярослав розмістив своїх людей у фортецях Тарту і Отепяе та разом із угандійцями вирушив до Лівонії, проте війська езельців, яких вони зустріли у Пуйде, переконали їх замість Риги напасти на данські війська, що розташовувалися у Таллінні. По дорозі до Таллінна було розграбовано Сакалу, мешканці якої тим часом здалися Ризі. Проте довга облога фортеці Тоомпеа не була успішною та війська Ярослава повернулися назад до Русі.
Наприкінці 1223 року Новгород посилив свої війська в Уганді з метою організації підконтрольного собі князівства. До Тарту зі свитою у 200 осіб був відправлений колишній князь Кукенойський В'ячко, якому пообіцяли передати владу над всіма землями, які він завоює; по суті, це означало стати намісником Новгорода в Уганді. Згідно із Генріхом Латвійським, мешканці Тарту, що чекали підтримки у боротьбі проти німців, радісно зустріли В'ячка та йому на службу прийшли й естонці із сусідніх земель. В'ячко почав активно розширювати сферу свого контролю, вимагаючи податків від маакондів навколо та грабуючи повстанців у Вайзі, Віронії, Ярвамаа і Сакалі.
На початок 1224 року повстання на землях Риги та Данії в Естонії були здебільшого придушені, і останньою перешкодою на шляху до повного контролю лишався В'ячко. Ані військові загони латгалів та лівів, що вирушили до Уганді, ані п'ятиденна облога Тарту силами Ордену не принесла успіхів. Із хронік Генріха Латвійського це прямо не зрозуміло, проте єдиним успіхом могло бути захоплення Отепяе. У квітні 1224 року після дворічної відсутності прибув лівонський єпископ Альберт із великим військом хрестоносців. Під час підготовки нападу на Тарту в липні було укладено нову угоду про розділ естонських земель, згідно із якою Альберт отримав землі Ляенемаа, естонський єпископ Герман ― Уганді, а орден ― Сакалу; таким чином Отепяе опинилося під контролем Германа. В'ячка все ще переконувати покинути Тарту, проте він відмовився. Ризький єпископ та війська ордену, скориставшись тим, що король Вальдемар ІІ потрапив у полон до саксів, почали наступ на Тарту 15 квітня. Оскільки довга облога не змусила захисників фортеці здатися, її врешті-решт взяли штурмом, у ході якого майже всі, хто перебував всередині, були вбиті.
У результаті битви за Тарту Новгород і Псков уклали мир із Ригою. Уганді разом із половиною Вайґи була передана єпископу Герману, який спорудив фортецю в Отепяе і укріпив Тарту (Дорпат), який обрав своєю резиденцією, а також пожалував землі Уганді своїм васалам. На відміну від попередніх повстань місцевих естонців бульше не приймали до фортець, а також їх зобов'язали сплачувати десятини. На землях Уганді та Вайґи, що відійшли Герману, було утворене Дерптське єпископство. На південь від річки Емайиґі, окрім Тарту і Отепяе, було утворено ще шість парафій: Нио (ест. Nõo, нім. Nuggen), Пуг'я (ест. Puhja, нім. Puien), Ранну (ест. Rannu, нім. Randen), Винну (ест. Võnnu, нім. Wendau), Сангасте (ест. Sangaste, нім. Toyvele), Пилва (ест. Põlva, нім. Pölwe) та, ймовірно, Урвасте (ест. Urvaste, нім. Antsena).
Після цього Герман та його угандійські васали кілька разів билися із новгородцями, проте після Льодового побоїща 1242 року назва Уганді вийшла з ужитку і надалі ці землі так і називалися дерптським єпископством.

## Назва Уганді у пізніший час
Після утворення Дерптського єпископства назва Уганді швидко вийшла із ужитку. Топонім, ймовірно, зберігся лише у назві німецького органу влади під назвою Уггн (нім. Uggn), що розташовувався на південь від Емайиґі у XV–XVI століттях, і назві гори Уандімяе (ест. Uandimäe) біля Отепяе, а також у латиських словах, що позначають Естонію та естонців (Igaunija та igaunis відповідно). Естонський історик Енн Тарвель вважав, що старішою формою етноніма латиською було ugaunis.
Під впливом назви Уганді у 1928 році обдумувалася можливість назвати так повіт Тарту- або Вирумаа. Представники Рійгікогу звернулися із цим питанням до Тартуського університету, де цю думку, втім, визнали неприйнятною. Також із 2009 року на озброєнні військово-морських сил Естонії перебуває мисливець за мінами «Уганді».
У сучасній естонській літературі Уганді також згадується як Угала (ест. Ugala).